# 1986年10月3日日食
1986年10月3日日食是一次全環食，發生於1986年10月3日（苏联最東端的日偏食區域為10月4日）。新月當天（即朔日），地球上觀測到月球和太阳的角距離極小，此時月球如果恰好在月球交點附近，穿過太阳和地球之間，與地球、太阳接近一直線，則會出現日食。月球穿過太阳和地球之間，本影末端與地表距離很小時，由於地表呈弧形，食帶中心附近地表被本影覆蓋，形成日全食，而食帶中心較遠的區域內本影未能接觸地表，使地表被偽本影覆蓋，形成日環食。這種同一次日食中先後出現全食和環食的稱為全環食。與單純的日全食和日環食類似，全環食的本影和偽本影兩側數千公里的半影範圍內也會形成日偏食。此次日環食和日全食均只經過了丹麥海峽和北大西洋的部分海域，日偏食則覆蓋了北美洲的絕大部分及周邊部分地區。9人組成的觀測隊克服許多不利條件，乘坐飛機在空中觀測到了日全食。

## 日食概況

### 出現區域
此次全環食發生時，月球偽本影在丹麥海峽位於冰岛西北部的西峽灣區西北約100公里的海域即將日落時最先接觸地球表面，隨後向西南移動，進入北大西洋，並逐漸偏向南方移動。在格陵兰東南約300公里處，本影錐末端接觸地表，環食轉變為全食，本影繼續向南移動約65公里後，就在格陵兰最南端以東約340公里的洋面達到最大食分，又向南移動約140公里後，在格陵兰最南端東南約190公里處，本影錐離開地表，全食再次變為環食。此後偽本影逐漸轉為向東移動，在日落時分結束於冰岛西南約940公里、格陵兰最南端東南約1030公里、爱尔兰岛西北約1130公里的洋面。整個過程中，全環食帶未經過任何陸地。全環食帶均在國際日期變更線以東，在10月3日看到日全食或日環食。
除了上述極狹窄的區域能看到日全食或日環食，月球半影覆蓋範圍內都能看到日偏食，包括北美洲除格陵兰東北部、阿留申群島、美国本土西南部、墨西哥西半部以外的絕大部分，以及冰岛、亚速尔群岛、哥伦比亚中北部、委內瑞拉、蓋亞那、蘇利南、法屬圭亞那、巴西北部、弗蘭格爾島東半部、楚科奇半島。其中絕大部分位於國際日期變更線以東，在10月3日看到日食，僅苏联最東端在10月4日看到日食。
月球在其軌道上自西向東轉動，發生日食時，月球在地球表面的陰影也大多自西向東移動，而從地球上看，太阳的西側先被月球遮掩，然後逐漸向東。但此次日食發生時，月球本影從晨昏圈最北端附近的區域開始接觸地球，因而全環食帶的北半部，以及這段全環食帶附近的海域及格陵兰北部等被半影覆蓋、看到日偏食的區域內，月影在地表自東向西移動，地面上看到的太阳東側最先被月球遮掩。此外，一般日食開始於晨線，結束於昏線，即在最先看到日食的地方，日食出現在日出時分，而此次全環食開始和結束均在昏線上，丹麥海峽中最先看到日食的地方也在日落時分看到日食。

### 基本參數
- 類型：全環食
- 食甚中心處（位於格陵兰最南端以東約340公里的北大西洋）資料：
  - 時間：1986年10月3日19:05:19.7
  - 地點：59°55.7′N 37°16.3′W / 59.9283°N 37.2717°W
  - 食分：1.0000（全環食帶內最大）
  - 日全食持續時間：0.2秒

## 觀測
本次全環食帶未經過任何陸地，而且在最大食分處，月球和太阳的角直徑幾乎相等，日全食持續的時間幾乎為0，食甚時太阳高度角也只有6°。9人組成的觀測隊乘坐一架西斯納獎狀II型飛機從冰岛出發，在44,000英尺（13,000）的高空觀測了日全食。在這一高度，月球的角直徑比太阳大了0.7角秒。觀測隊在全食階段看到了一圈紅色的色球層，在生光（全食階段結束）時刻，還看到月影投射到飛機下方的雲海上，形似壓扁的雪茄。這次觀測有諸多困難因素，例如月影高速移動，太阳高度角很低，本影極其狹窄，全食帶經過的地點都很偏遠，月球邊緣的輪廓和地球大氣折射的預測精度並不高（多數日食並不需要考慮大氣折射，但本次全食帶極窄，且太阳接近地平線，必須準確計算大氣折射才能確保所選的飛行位置在月球本影之內），那時也沒有全球定位系统來導航，但最終觀測取得了成功，並拍攝了日全食的圖像。

## 相關的日食

### 相鄰的全環食
本次日食與1987年3月29日的下一次日食均為全環食，全環食本就是4種日食中最罕見的一種，相鄰兩次日食均為全環食則更為罕見。上一對相鄰的全環食發生於1908年12月23日和1909年6月17日，下一對則會發生於2049年11月25日和2050年5月20日。

### 1986-1989年的日食
月球交替位於相對的月球交點時，以半個交點年（食年），即約177天又4小時間隔出現下列日食。
| 升交點   | 升交點                  |          | 降交點                   | 降交點 |
| 沙羅週期 | 地圖                    | 沙羅週期 | 地圖                     |        |
| 119      | 1986年4月9日 偏食（南） | 124      | 1986年10月3日 全環食     |        |
| 129      | 1987年3月29日 全環食    | 134      | 1987年9月23日 環食       |        |
| 139      | 1988年3月18日 全食      | 144      | 1988年9月11日 環食       |        |
| 149      | 1989年3月7日 偏食（北） | 154      | 1989年8月31日 偏食（南） |        |

### 沙羅周期
沙羅週期長度為18年11天。本次日食屬於沙羅週期124，共包含73次日食，依次為1049年3月6日至1193年6月1日的9次日偏食、1211年6月12日至1968年9月22日的43次日全食、1986年10月3日的1次全環食（亦稱混合食）、2004年10月14日至2347年5月11日的20次日偏食，總共歷時1298.17年。其中最長的全食發生於1734年5月3日，共持續了5分46秒。
下表列舉了1901年至2100年間發生的屬於該週期的日食，是第49至59次：
| 49             | 50            | 51             |
| -------------- | ------------- | -------------- |
| 1914年8月21日  | 1932年8月31日 | 1950年9月12日  |
| 52             | 53            | 54             |
| 1968年9月22日  | 1986年10月3日 | 2004年10月14日 |
| 55             | 56            | 57             |
| 2022年10月25日 | 2040年11月4日 | 2058年11月16日 |
| 58             | 59            |                |
| 2076年11月26日 | 2094年12月7日 |                |

## 資料來源
1. ↑  樊忠玉. . 中国天文科普网.   [2016-02-26]. （原始内容存档于2014-09-17）.
2. 1 2  Fred Espenak. . NASA Eclipse Web Site.   [2016-02-26]. （原始内容存档于2020-10-21）.（英文）
3. ↑  Fred Espenak. . NASA Eclipse Web Site.   [2016-02-26]. （原始内容存档于2020-10-21）.（英文）
4. ↑  Xavier M. Jubier. .   [2016-02-26]. （原始内容存档于2017-04-06）.（法文）（英文）
5. ↑  Fred Espenak. . NASA Eclipse Web Site.   [2016-02-26]. （原始内容存档于2008-08-29）.（英文）
6. ↑  Glenn Schneider. .   [2016-02-26]. （原始内容存档于2020-02-18）.（英文）
7. ↑  . AstroChina 天文中国.   [2016-02-26]. （原始内容存档于2019-08-29）.
8. ↑  Fred Espenak. . NASA Eclipse Web Site.   [2016-02-26]. （原始内容存档于2016-03-07）.（英文）
9. ↑  Fred Espenak. . NASA Eclipse Web Site.（英文）

## 外部連結
- NASA日食專頁（页面存档备份，存于）（英文）
- 可見區域圖和時間統計：由弗雷德·埃斯佩纳克做出的日食預報，NASA/GSFC
  - Google互動地圖呈現的日食範圍
  - 貝塞爾元素
- Google地圖顯示的日全食、日環食和日偏食範圍（页面存档备份，存于）（法文）（英文）

| \| \| 日食 \|                            |                              |                                           |
| 上一次日食： 1986年4月9日日食 （日偏食） | 1986年10月3日日食 （全環食） | 下一次日食： 1987年3月29日日食 （全環食） |
| 上一次全環食： 1930年4月28日日食         | 1986年10月3日日食 （全環食） | 下一次全環食： 1987年3月29日日食          |
|                                          | 日食                         |                                           |